# Paralcis coerulescens
Paralcis coerulescens là một loài bướm đêm trong họ Geometridae.